# اخراجی‌ها (آلبوم)
آلبوم اخراجی‌ها موسیقی متن فیلم اخراجی‌ها به کارگردانی مسعود ده‌نمکی و خوانندگی محمد اصفهانی و آهنگسازی فریدون شهبازیان است. 

## مشخصات آلبوم
آلبوم تألیفی اخراجی‌ها دارای ۱۷ تراک می‌باشد که اولین و نهمین قطعه آن ترانه‌ای از ناصر فیض با صدای محمد اصفهانی و بقیه آن نیز موسیقی بیکلام است. ۱۰ قطعه اول مربوط به موسیقی فیلم اخراجی‌ها و بقیه قطعه‌ها در مجموعه‌ای جدا با نام ریشه‌ها، البته در همین آلبوم، که مجموعه‌ای از آهنگ‌های بیکلام است همراه با موسیقی متن فیلم اخراجی‌ها منتشر شده است.

### قطعات سی‌دی
این آلبوم دارای ۱۷ قطعه می‌باشد که دو قطعه ۱ و ۹ با ترانه و بقیه قطعات بیکلام می‌باشد.
اخراجی‌ها ۱ (ترانه)
- تران‌هسرا: ناصر فیض
- خواننده: محمد اصفهانی
- موسیقی: فریدون شهبازیان
- ضبط: استودیو صحرا
- شماره ترتیب قطعه در آلبوم: ۱

اخراجی‌ها ۲
- موسیقی: فریدون شهبازیان
- ضبط: استودیو صحرا
- طول قطعه: ۰۰:۵۸
- شماره ترتیب قطعه در آلبوم: ۲

اخراجی‌ها ۳
- موسیقی: فریدون شهبازیان
- ضبط: استودیو صحرا
- هورن: حسین میرزایی* طول قطعه: ۱:۲۴
- شماره ترتیب قطعه در آلبوم: ۳

اخراجی‌ها ۴
- موسیقی: فریدون شهبازیان
- ضبط: استودیو صحرا
- طول قطعه: ۲:۴۹
- شماره ترتیب قطعه در آلبوم: ۴

اخراجی‌ها ۵
- موسیقی: فریدون شهبازیان
- ضبط: استودیو صحرا
- طول قطعه: ۱:۴۷
- شماره ترتیب قطعه در آلبوم: ۵

اخراجی‌ها ۶
- موسیقی: فریدون شهبازیان
- ضبط: استودیو صحرا
- طول قطعه: ۳:۰۹
- شماره ترتیب قطعه در آلبوم: ۶

اخراجی‌ها ۷
- موسیقی: فریدون شهبازیان
- ضبط: استودیو صحرا
- طول قطعه: ۱:۳۷
- شماره ترتیب قطعه در آلبوم: ۷

اخراجی‌ها ۸
- موسیقی: فریدون شهبازیان
- ضبط: استودیو صحرا
- طول قطعه: ۱:۳۷
- شماره ترتیب قطعه در آلبوم: ۸

اخراجی‌ها ۹ (ترانه)
- تران‌هسرا: ناصر فیض
- خواننده: محمد اصفهانی
- موسیقی: فریدون شهبازیان
- طول قطعه: ۴:۱۱
- شماره ترتیب قطعه در آلبوم: ۹

اخراجی‌ها ۱۰
- موسیقی: فریدون شهبازیان
- ضبط: استودیو صحرا
- طول قطعه: ۳:۱۸
- شماره ترتیب قطعه در آلبوم: ۱۰

ریشه‌ها (باران عشق) ۱
- موسیقی: فریدون شهبازیان
- ضبط: استودیو صحرا
- طول قطعه: ۱:۱۳
- شماره ترتیب قطعه در آلبوم: ۱۱

ریشه‌ها (باران عشق) ۲
- موسیقی: فریدون شهبازیان
- ضبط: استودیو صحرا
- طول قطعه: ۲:۱۱
- شماره ترتیب قطعه در آلبوم: ۱۲

ریشه‌ها (باران عشق) ۳
- موسیقی: فریدون شهبازیان
- طول قطعه: ۳:۰۲
- شماره ترتیب قطعه در آلبوم: ۱۳

ریشه‌ها (باران عشق) ۴
- موسیقی: فریدون شهبازیان
- ضبط: استودیو صحرا
- طول قطعه: ۳:۰۳
- شماره ترتیب قطعه در آلبوم: ۱۴

ریشه‌ها (باران عشق) ۵
- موسیقی: فریدون شهبازیان
- ضبط: استودیو صحرا
- طول قطعه: ۱:۵۵
- شماره ترتیب قطعه در آلبوم: ۱۵

ریشه‌ها (باران عشق) ۶
- موسیقی: فریدون شهبازیان
- ضبط: استودیو صحرا
- طول قطعه: ۳:۲۳
- شماره ترتیب قطعه در آلبوم: ۱۶

ریشه‌ها (باران عشق) ۷
- موسیقی: فریدون شهبازیان
- ضبط: استودیو صحرا
- طول قطعه: ۲:۳۷
- شماره ترتیب قطعه در آلبوم: ۱۷